# 尼格斯 (稱號)

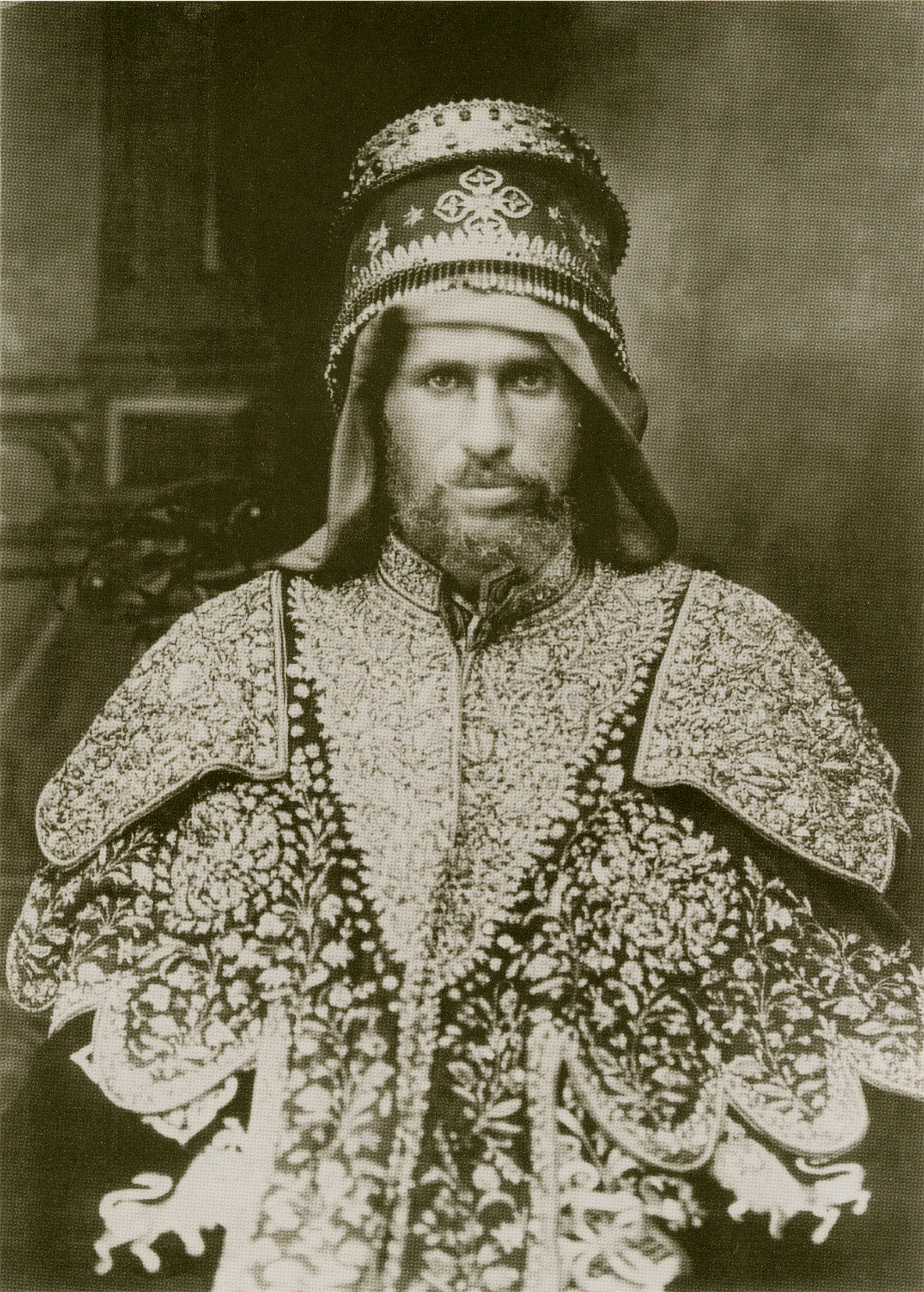
特克勒·海马诺特 (Tekle Haymanot)，Gojjam的國王。

尼格斯（Negus），在埃塞俄比亚闪米特语中是“国王”的意思，這個頭銜通常由衣索比亞皇帝，或稱為「諸王之王」(Negusa Nagast) 來頒授給地方統治者的次高頭銜，在1974年前的衣索比亞是常見的稱謂。而在伊斯蘭文化及傳統中，negus的稱號則被稱呼為 Al-Najashi（阿拉伯文：النجاشي）。

## 詞源
在衣索比亞閃米特語族發展的某個階段，原本表示「國王」的三輔音詞根"m-l-k"，被提升成為「神」的通用詞，其破碎式複數形式為 ʾämlak 或 ʔamlāk，此外當這個詞以melekot變化時，則具有「天使的」或「神聖的」意思。可能原本是與希伯來文中的El (Elohim)或阿拉伯語中的Allah (Ilah) 類似的詞彙，但由於後來像YHWH 一樣成為「避諱用語」（word taboo）而消失在口語當中了。
同時期，古代閃米特語中表示統治者或主宰者的詞語 n-g-s（源自原始閃語ngɬ，意為「推、逼迫勞動」）開始演變為「國王」的意思。
與此同時，在早期的衣索比亞地區的達厄馬特王國中，來自示巴王國的南閃米特語中的詞語Mukarrib (祭司王)也在繼續使用。而來自吉茲語的 malak（መለክ） 則一直保留在王位名號中，直到貢達爾王朝時期。
n-g-s 一詞在整個衣索比亞閃米特語中普遍發生語義變化，這表明這些語言並不屬於閃米特語族的不同分支，而是有著共同的語言演化過程。
在一則古代亞蘭語的銘文中，提到了神祇「阿塔爾」 (ʿAṯtar)，其名字後面緊跟著頭銜 𐡍𐡂𐡔（ngš），與古北阿拉伯語對應的單字為 𐪌𐪔𐪆（ngś），意思是「統治者」。
在其他东闪米特语支與西閃米特語支中的語言(如阿卡德語等)，也都有與「negus」這個與哈贝沙语詞彙相關的同源詞，其意義涵蓋從「地方領主」到「僭主」等不同層次的統治者。